# Avermes
Avermes is een gemeente in het Franse departement Allier in de regio Auvergne-Rhône-Alpes. De plaats maakt deel uit van het arrondissement Moulins. Avermes telde op 1 januari 2022 4.109 inwoners.

## Geografie
De oppervlakte van Avermes bedroeg op 1 januari 2022 15,6 vierkante kilometer; de bevolkingsdichtheid was toen 263,4 inwoners per km².
De onderstaande kaart toont de ligging van Avermes met de belangrijkste infrastructuur en aangrenzende gemeenten.

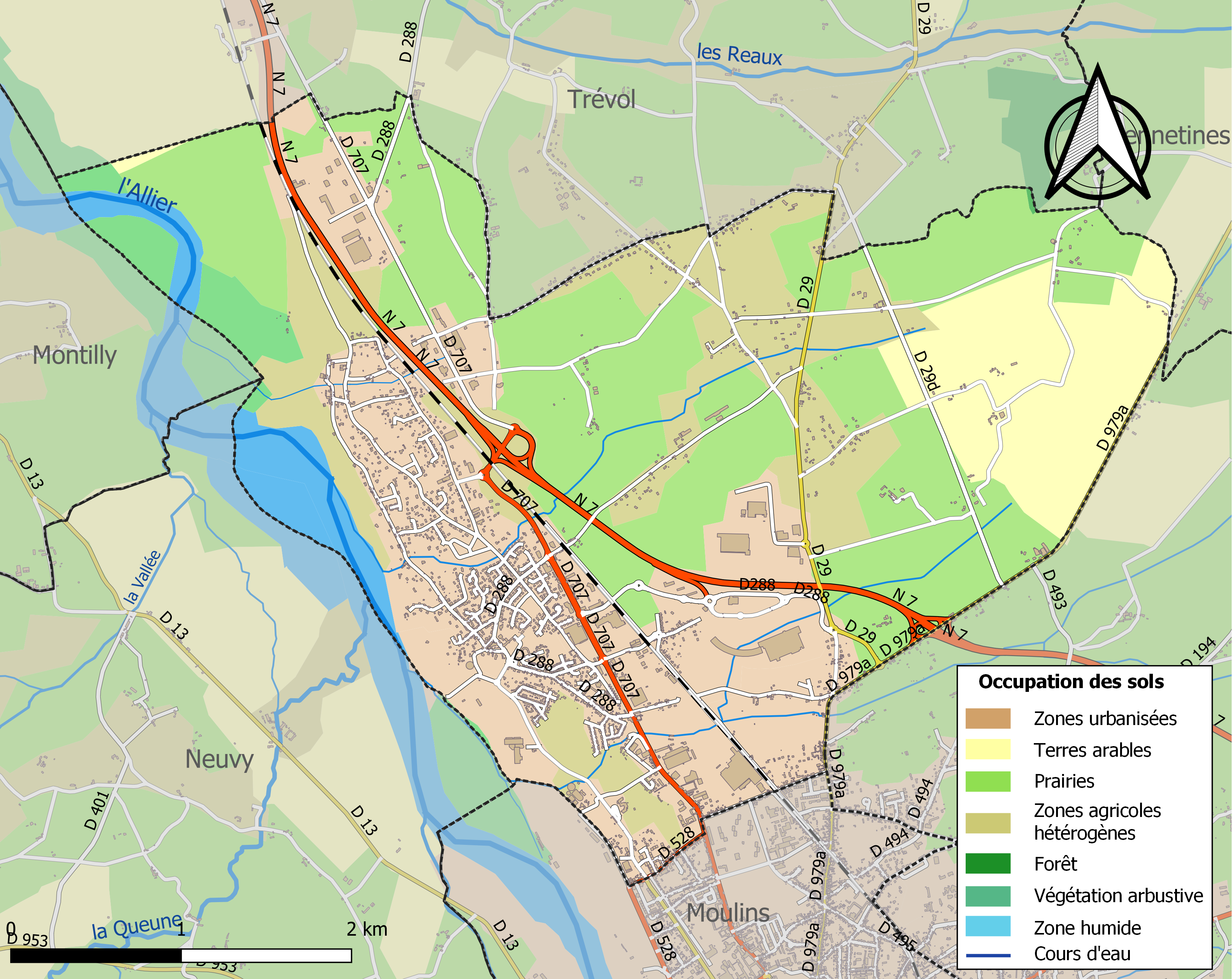

## Demografie
Onderstaande figuur toont het verloop van het inwonertal (bron: INSEE-tellingen).
Vanwege een beveiligingsprobleem met de MediaWiki Graph-software is het momenteel niet mogelijk deze grafiek weer te geven. Zodra de software is bijgewerkt zal de grafiek vanzelf weer zichtbaar worden.